# Mausoleo de Itimad-Ud-Daulah
El mausoleo de Itimad-ud-Daulah es un pequeño mausoleo de la India de la época del Imperio mogol que se encuentra situado en la ciudad de Agra en el estado de Uttar Pradesh. Se le conoce también como «el pequeño Taj», ya que algunos lo consideran como un boceto del Taj Mahal.

## Descripción
Construido entre 1622 y 1628 en la orilla derecha del río Yamuna, el mausoleo representa la transición entre la arquitectura mogol primitiva que utilizaba sobre todo arenisca roja —como en la tumba de Humayun o en la de Akbar— y este nuevo periodo en el que el material principal pasará a ser el mármol blanco y de la que será el máximo exponente el propio Taj Mahal.
El mausoleo se construyó por encargo de Nur Jahan, esposa del emperador Jahangir, para honrar la memoria de su padre, Mirza Ghiyas Beg, a quien se le había concedido el título de Itimâd-ud-Daulâ que significa «pilar del estado». Mirza Ghiyas Beg fue también el abuelo de Mumtaz Mahal, esposa del emperador Shah Jahan, ambos enterrados en el Taj Mahal.
La tumba está situada dentro de unos jardines atravesados por pequeños cursos de aguas y diversos caminos. El mausoleo se construyó sobre una plataforma de 50 metros de lado y 1 metro de altura. El edificio en sí ocupa una superficie en planta de 23 m de lado y está limitado en sus lados por cuatro torres hexagonales de 13 m de alto.
Los muros están construidos en mármol procedente de Rajastán con incrustaciones de piedras preciosas y semi-preciosas, sobre todo topacios, ónices y lapislázulis. Los dibujos siguen el estilo decorativo persa y representan dibujos geométricos y otras más elaborados como jarrones de flores o plantas ornamentales. La luz se filtra en el interior del mausoleo a través de pequeñas aberturas en el mármol.

## Galería de imágenes

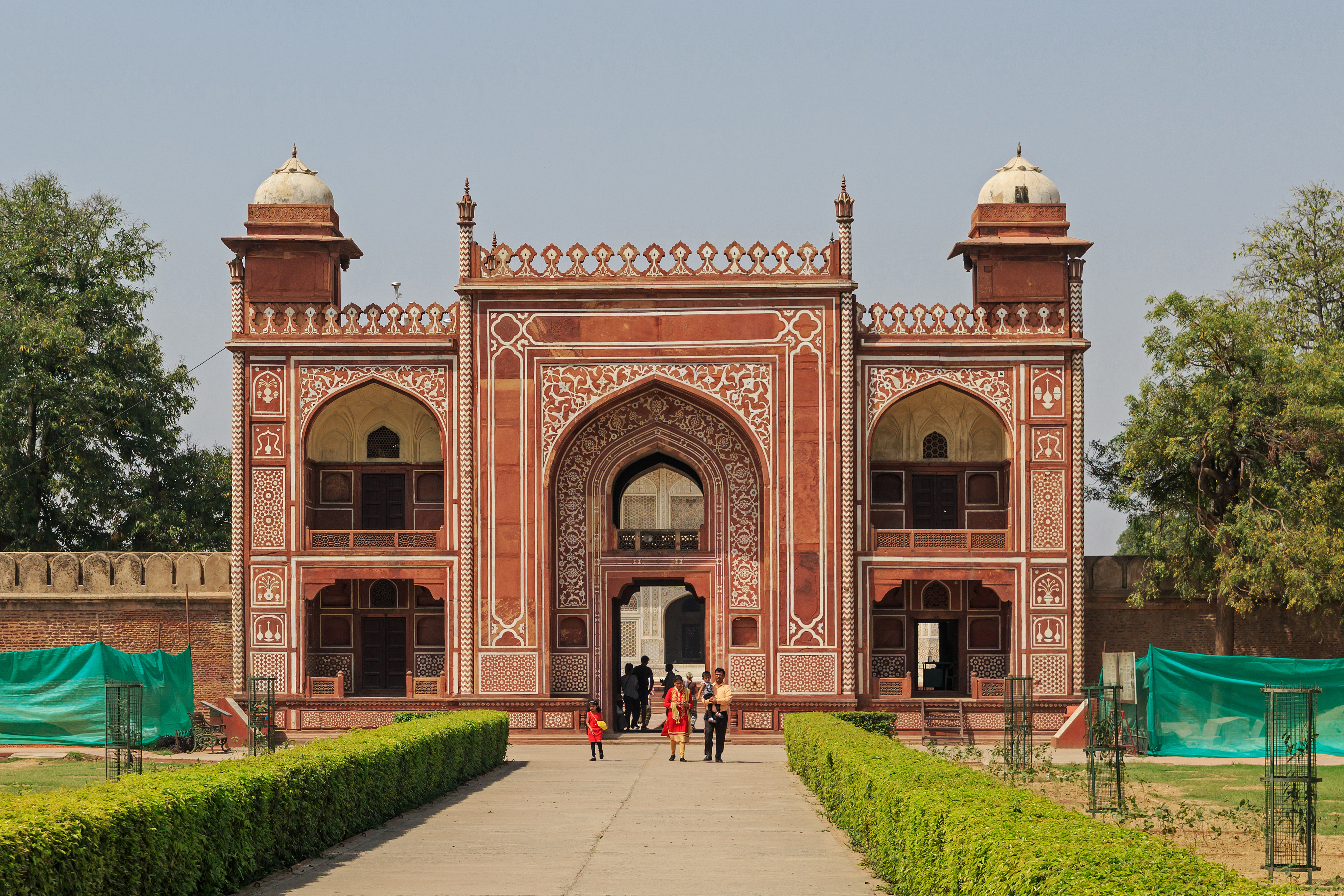
Edificio de la puerta de entrada exterior.
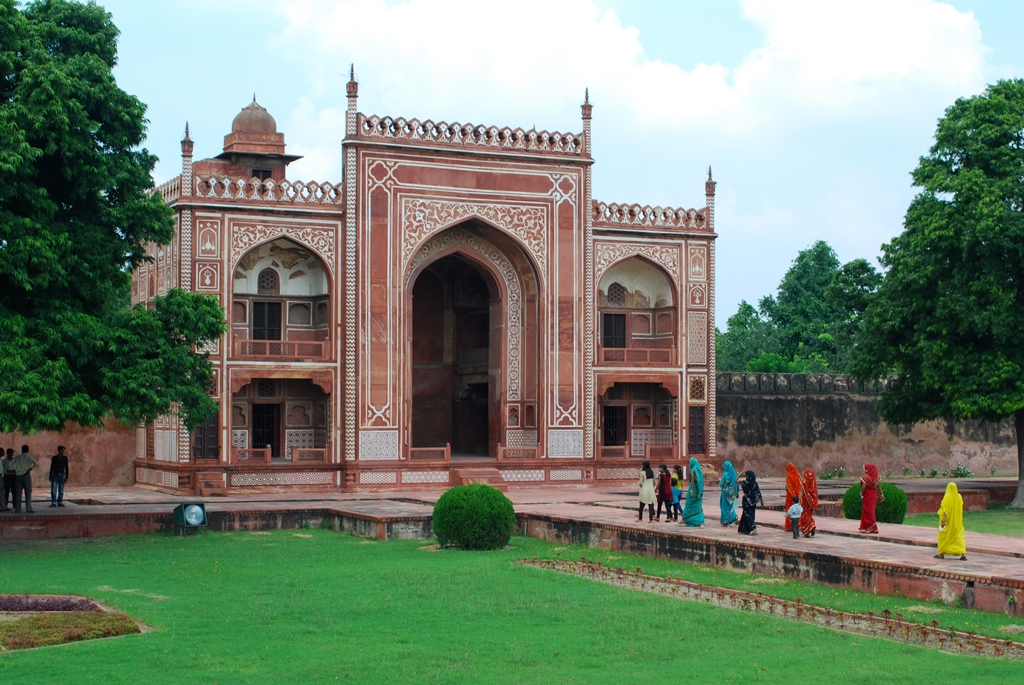
La misma puerta desde el interior.
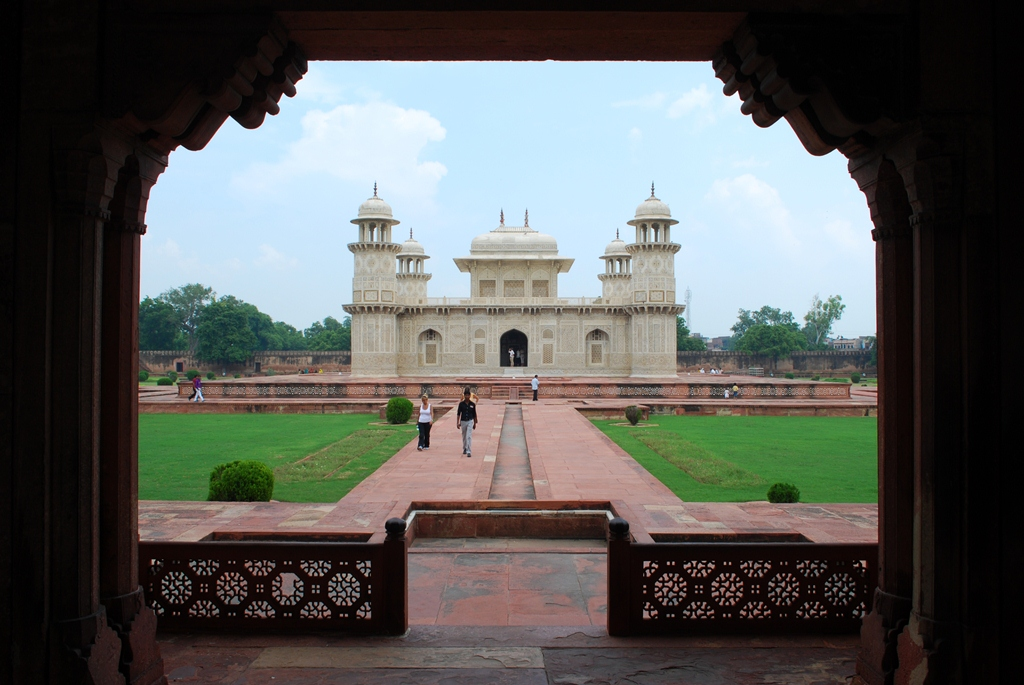
Mausoleo visto desde la puerta.
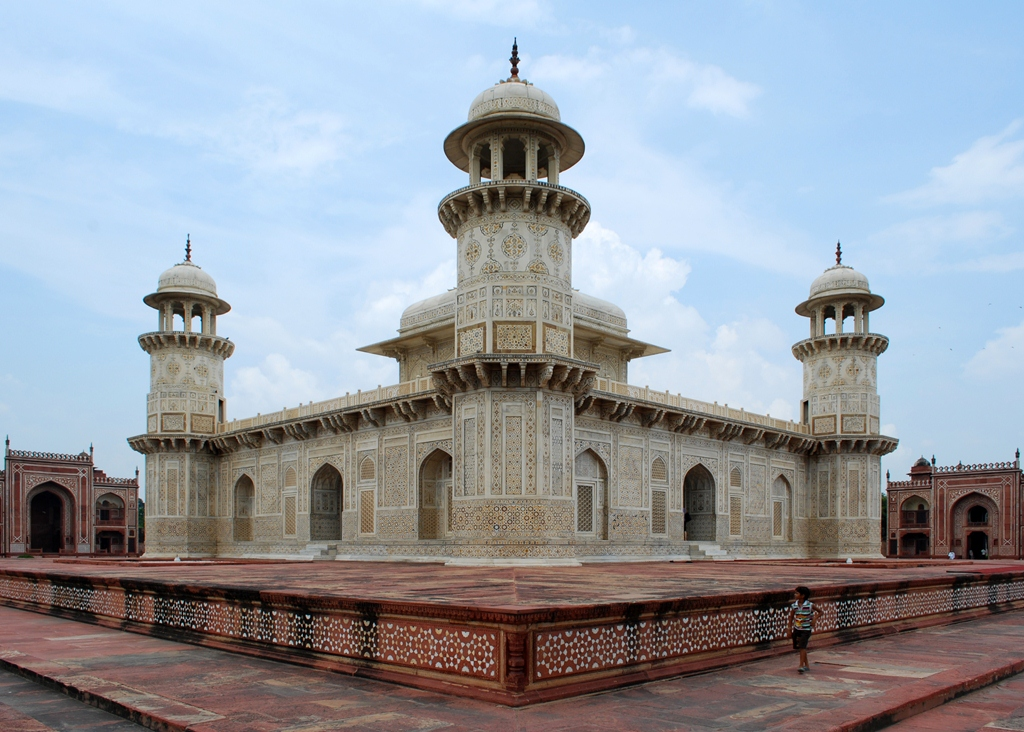
Vista en escorzo.

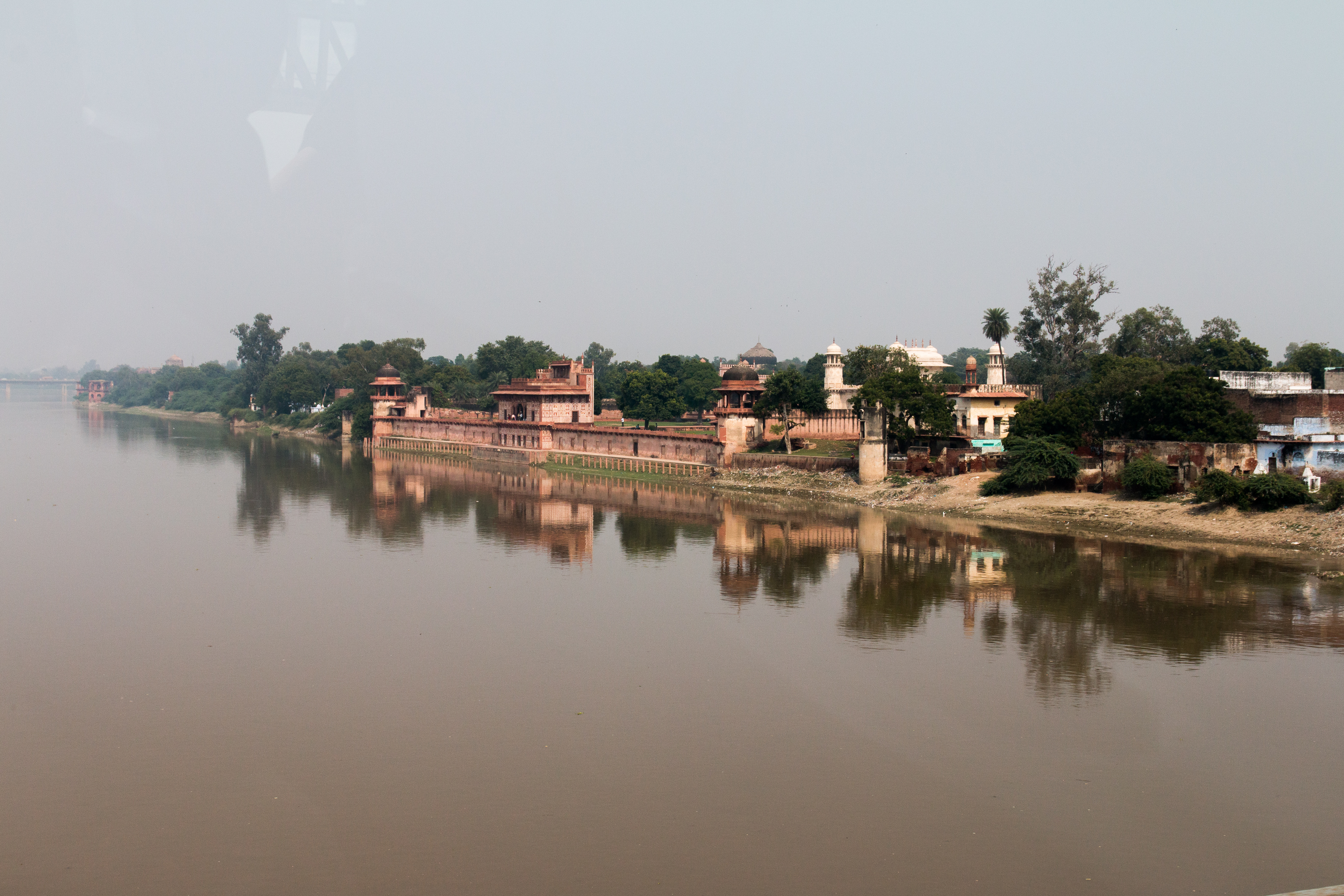
Lado del río Yamuna.
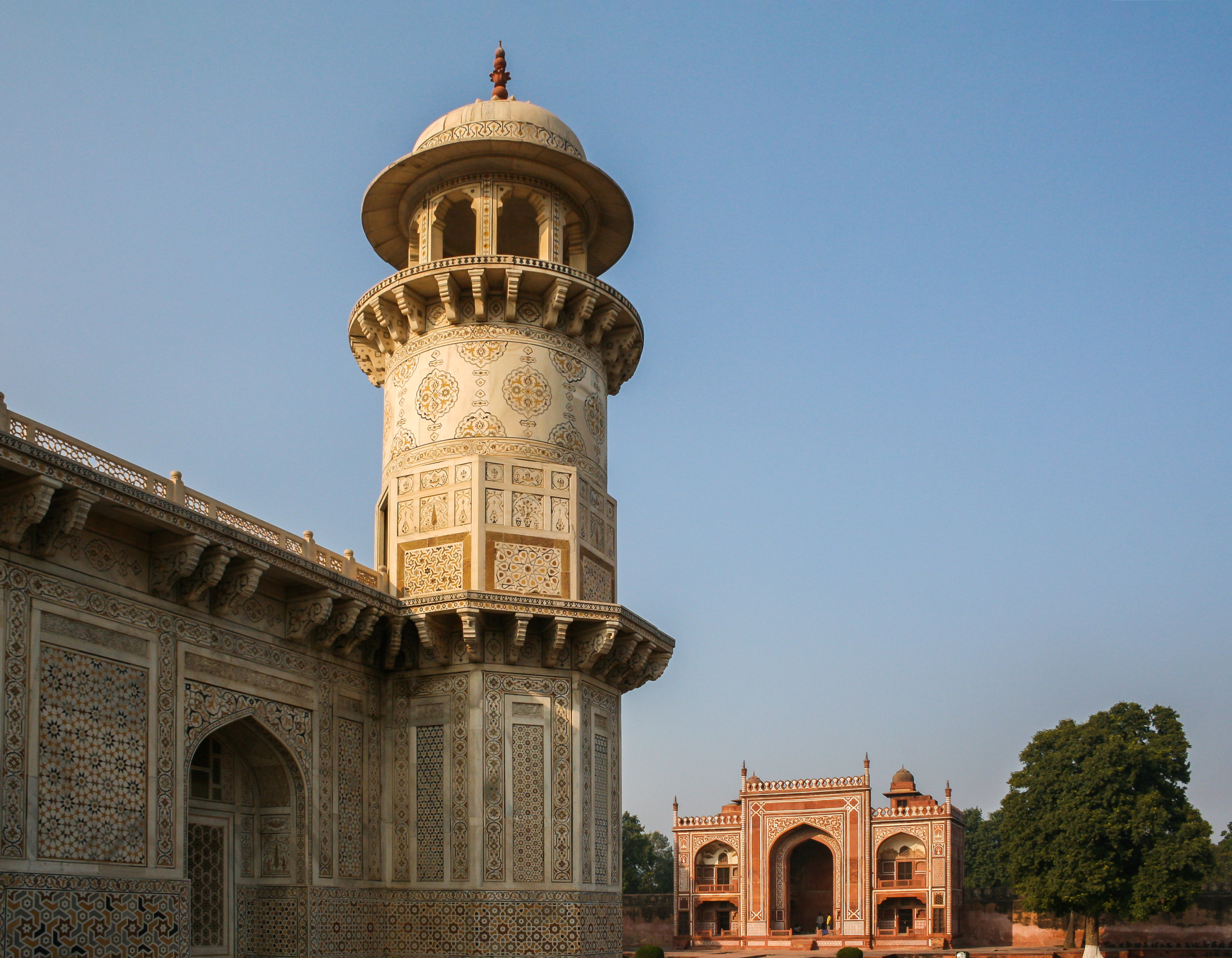
Minarete.
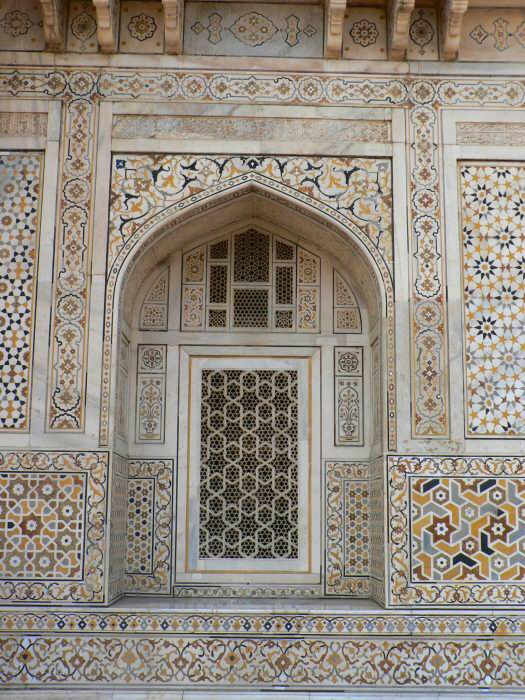
Detalle de una de las puertas.
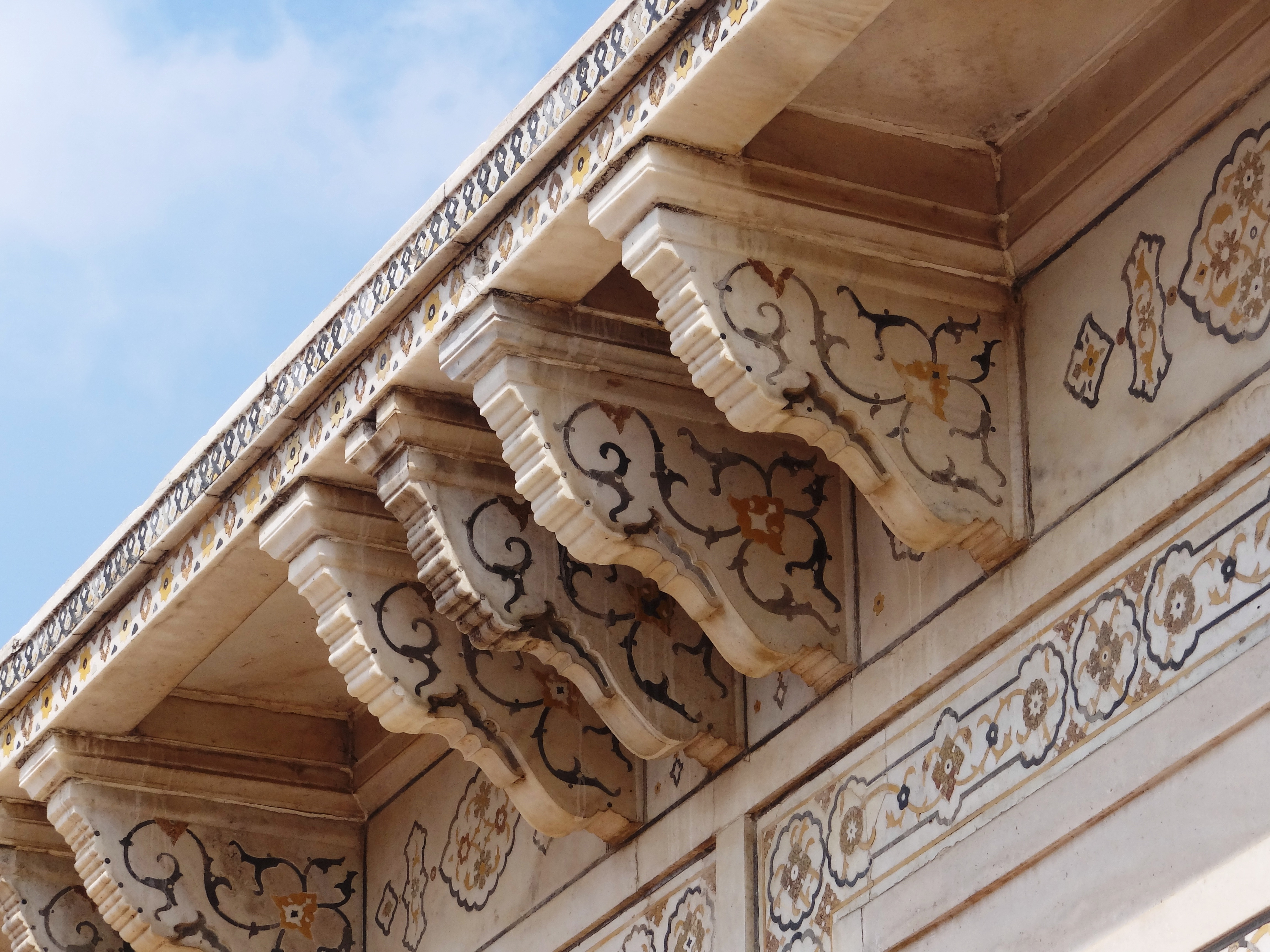
Detalle de la cornisa decorada y soportes.
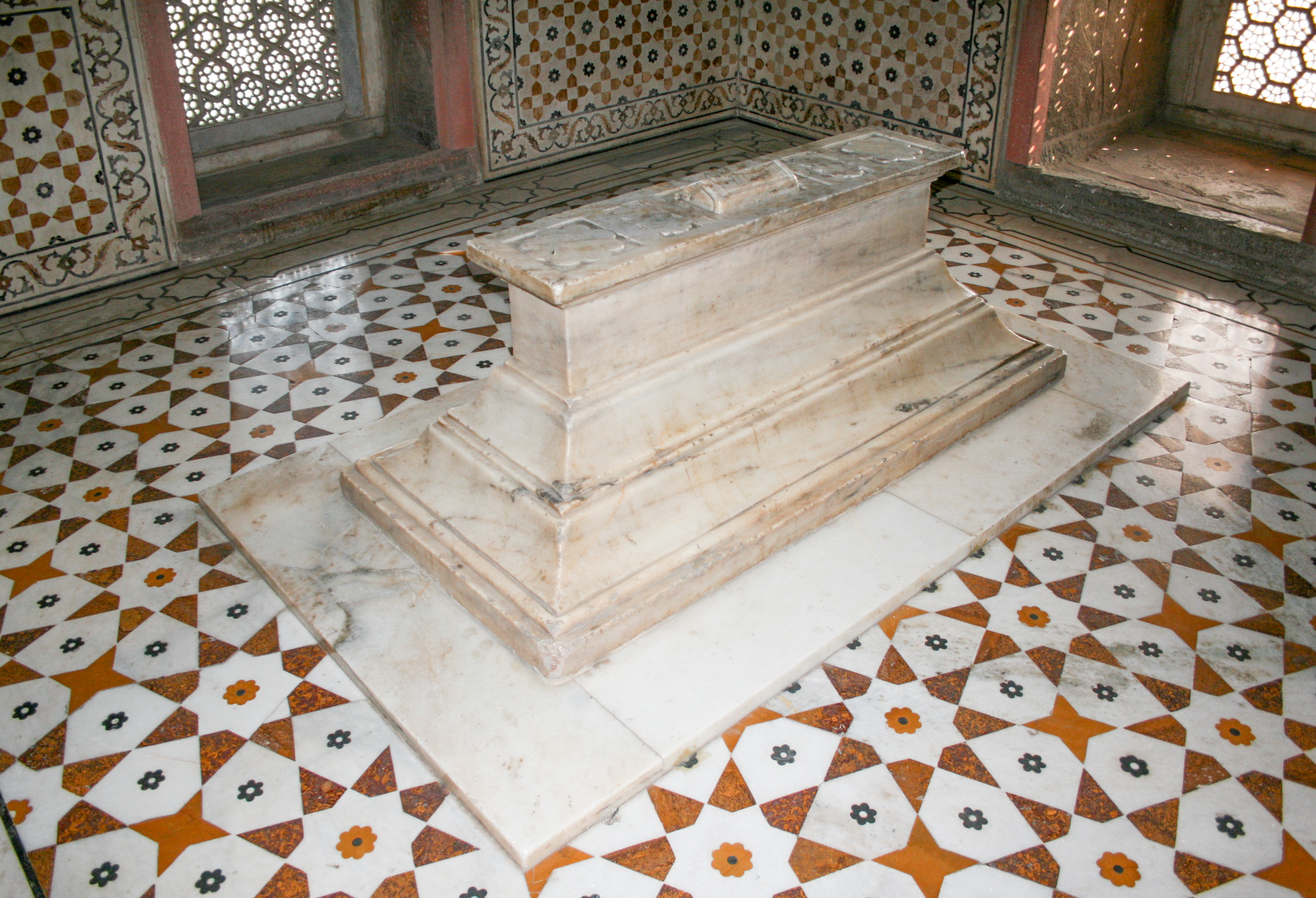
Sepulcro.
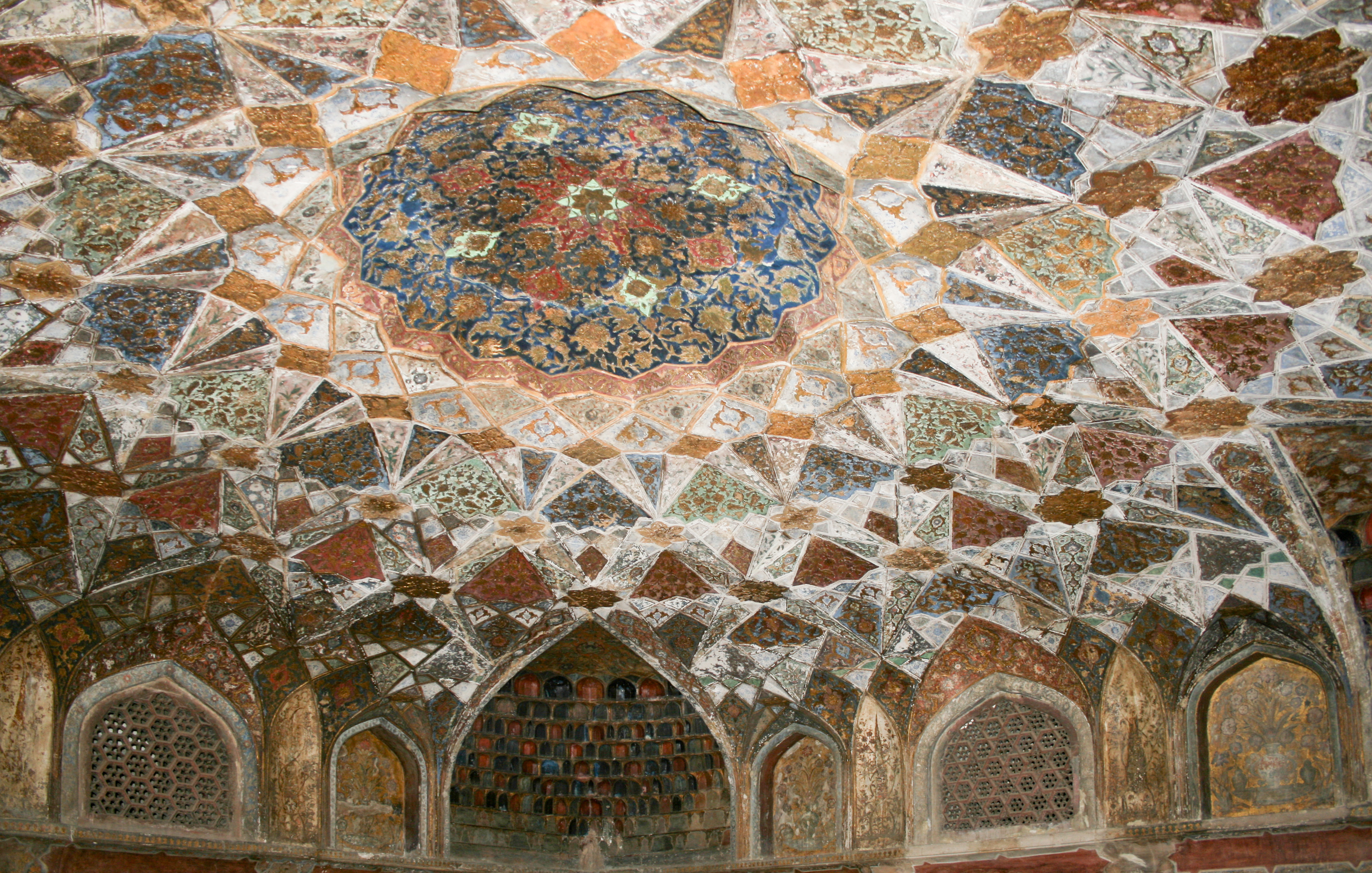
Cúpula sobre el sepulcro.

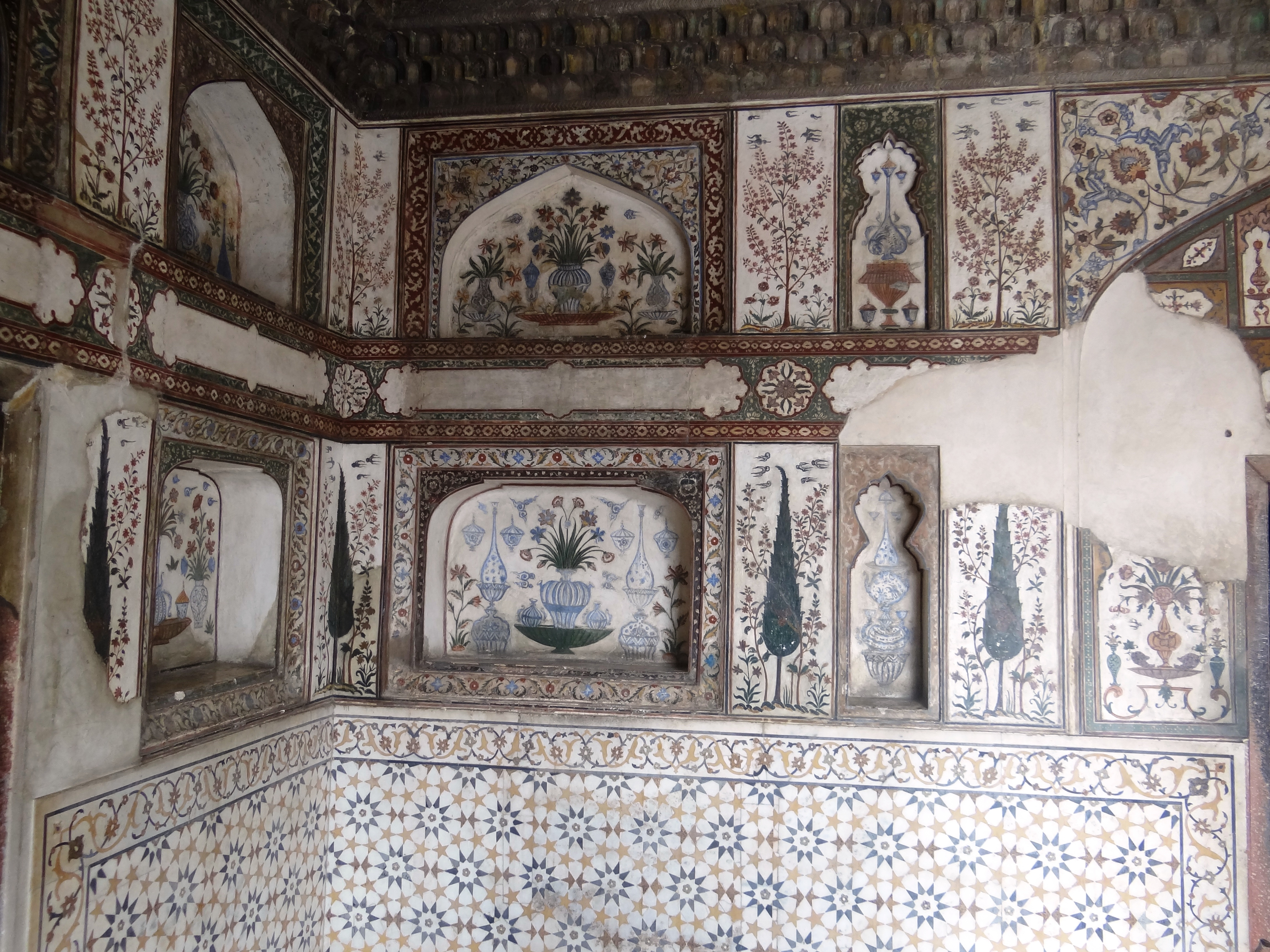
Interior con decoración vegetal, jarrones y geométrica.
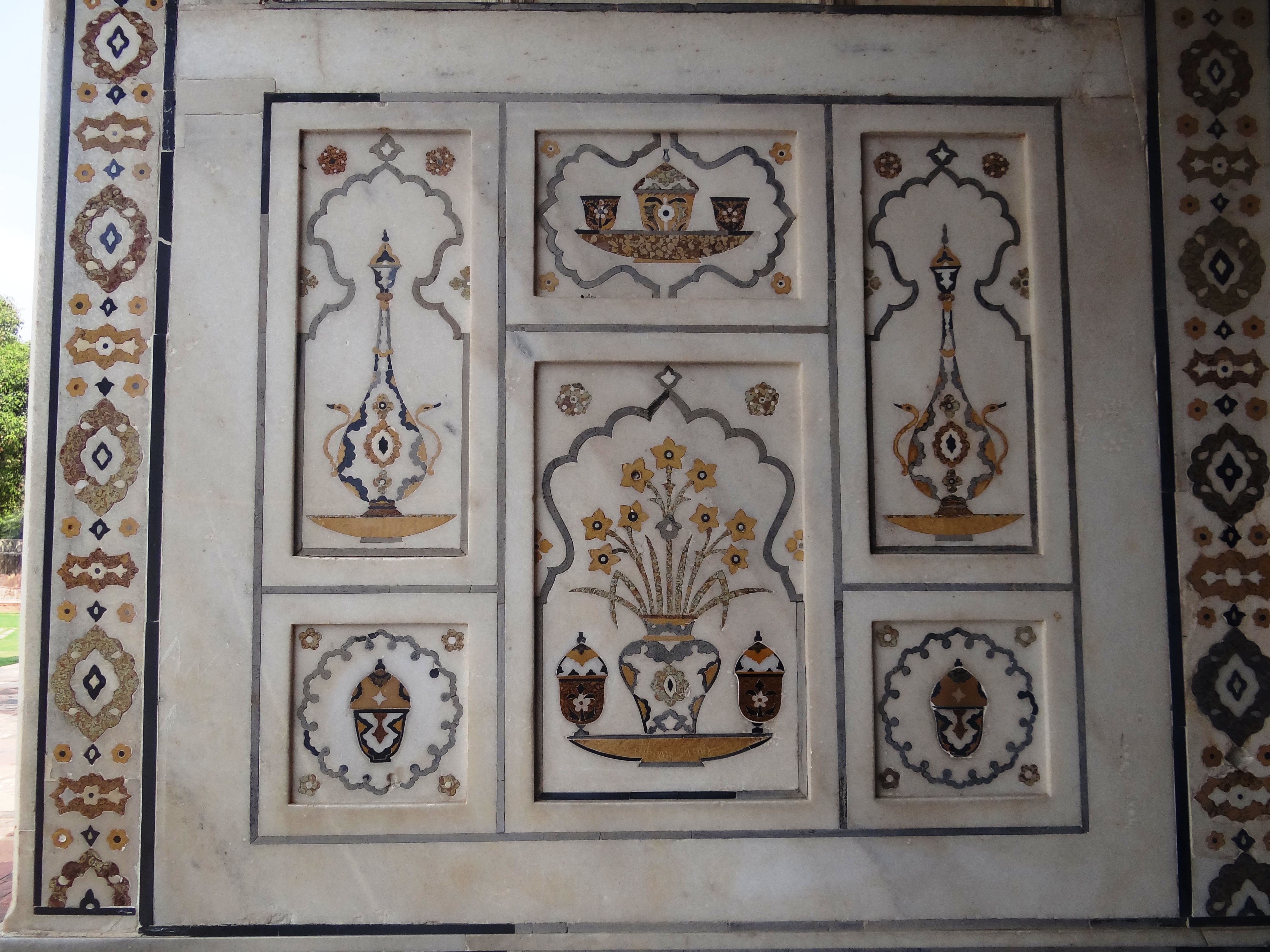
Floreros de pietra dura en el muro de mármol con bordura floral geométrica.
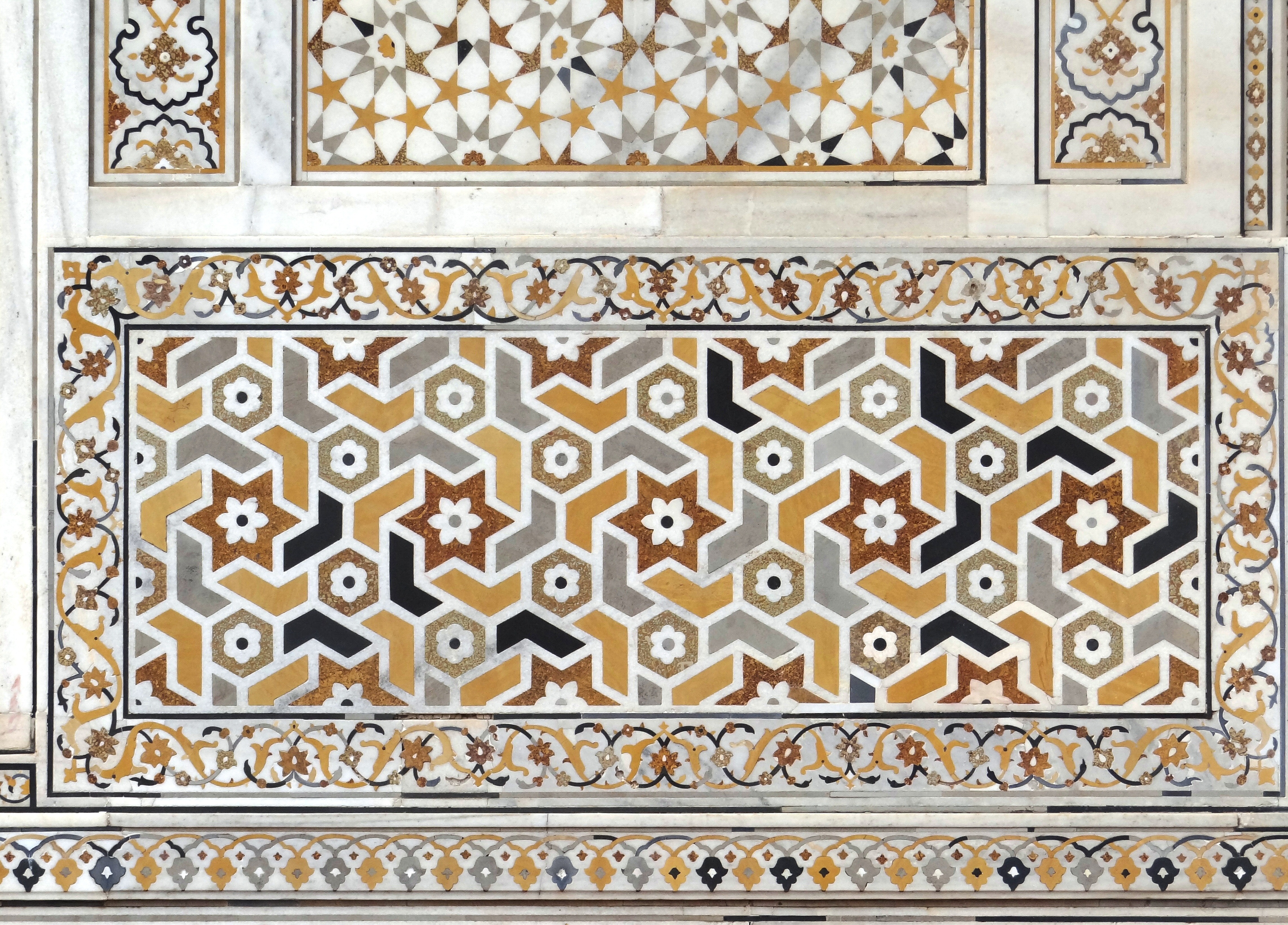
Detalle exterior.
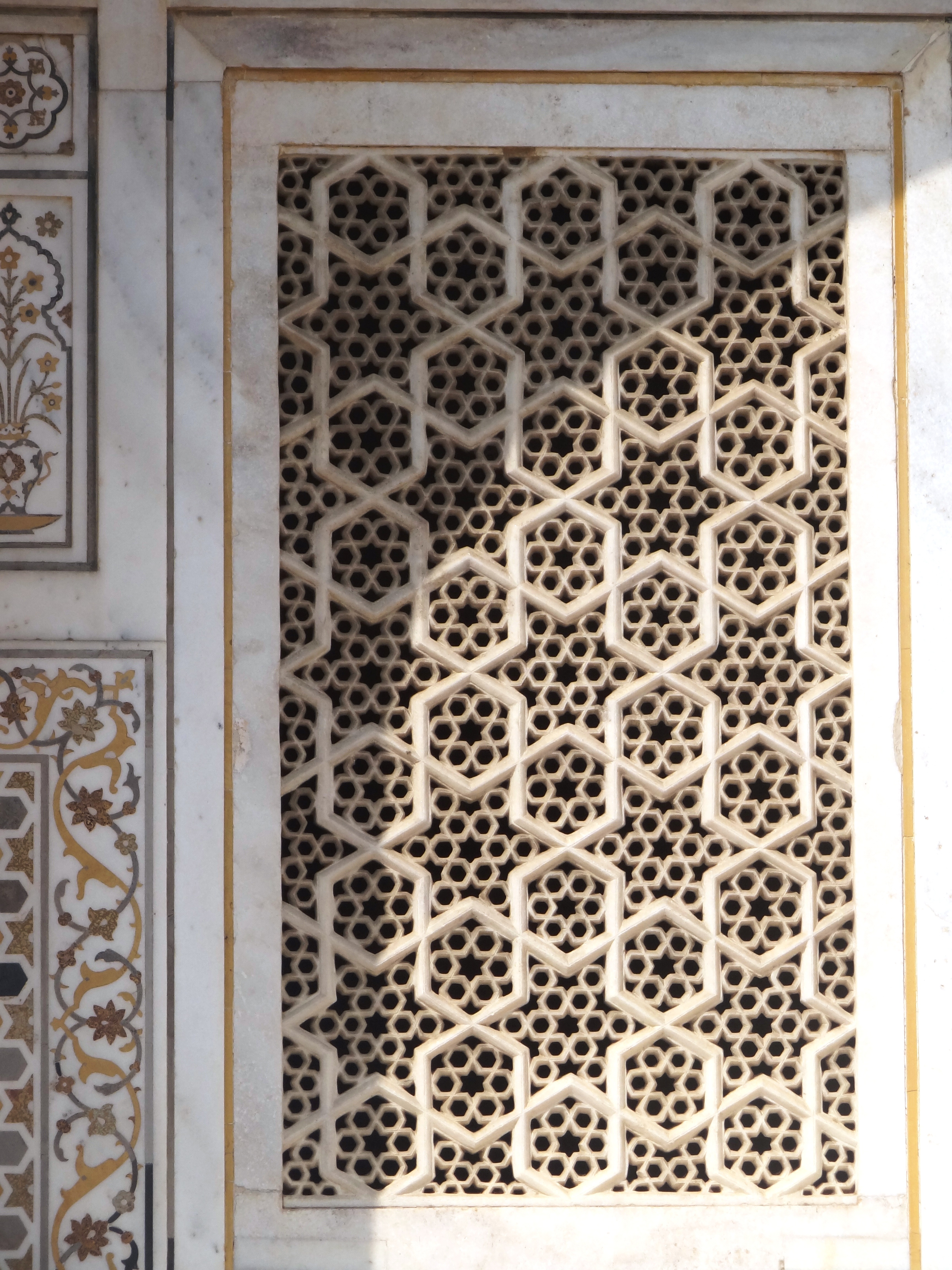
Jali, pantalla (rejilla) de mármol perforado.
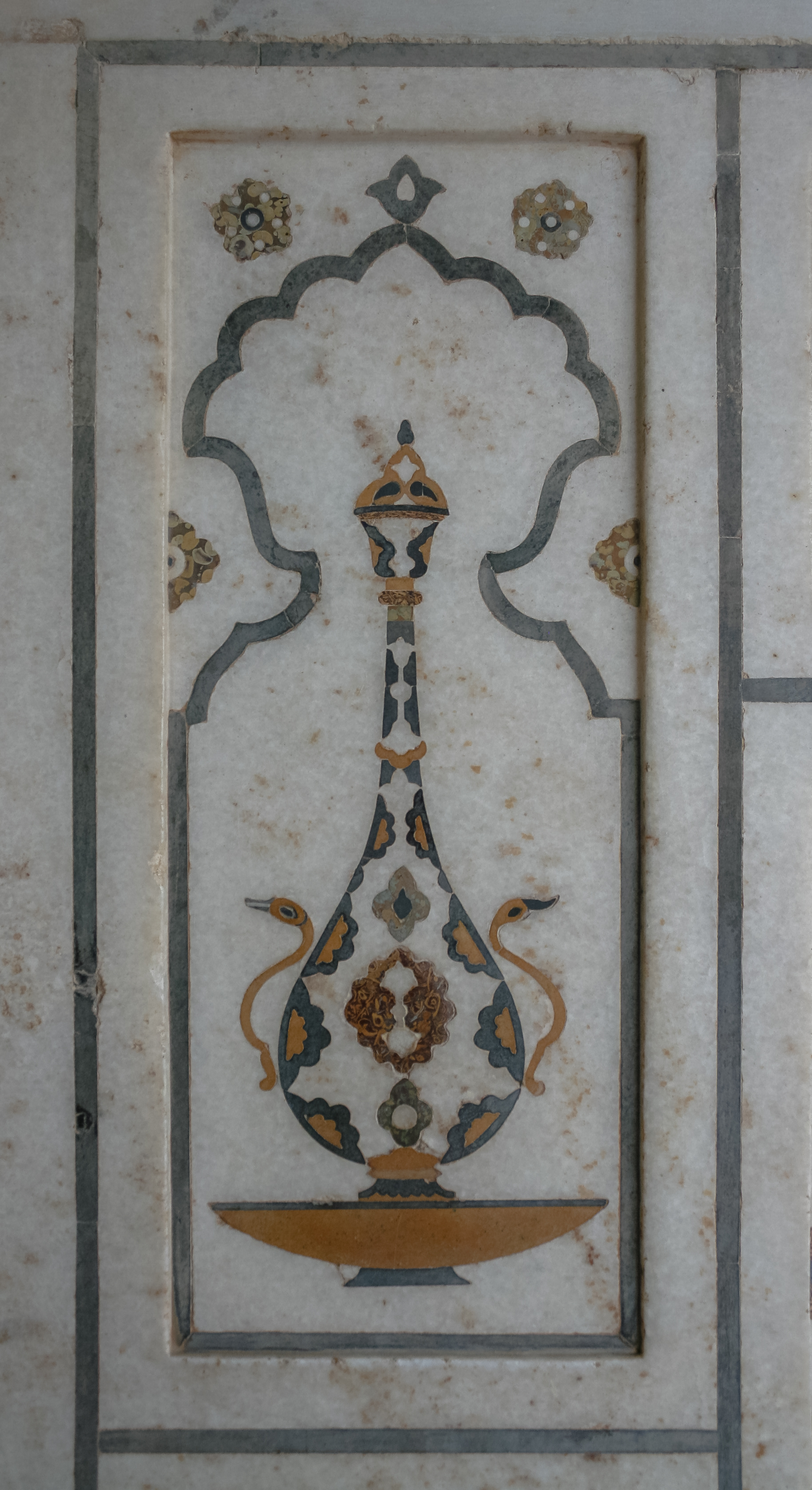
Detalle de las inscrustaciones.
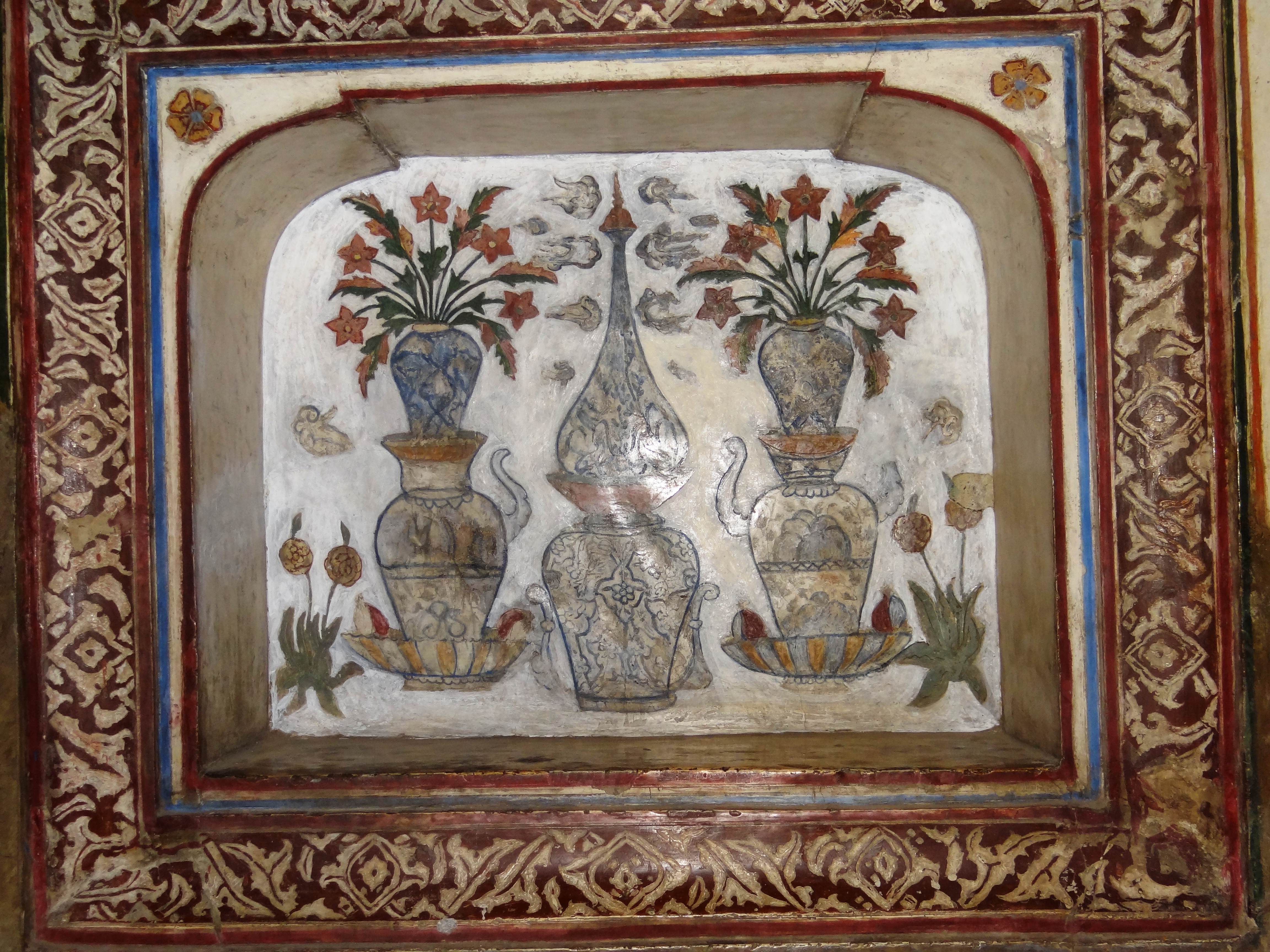
Pietra dura (taracea) en el muro del mausoleo.